# Capillaria
Capillaria es un género de nematodos en la familia Trichinellidae.

## Algunasespecies
- Capillaria aerophila
- Capillaria hepatica
- Capillaria philippinensis
- Capillaria plica
- Capillaria bovis
- Capillaria contorta
- Capillaria annulata
- Capillaria caudinflata
- Capillaria anatis